# Nanteuil-en-Vallée
Pour les articles homonymes, voir Nanteuil.
Nanteuil-en-Vallée est une commune du Sud-Ouest de la France située dans le département de la Charente, en région Nouvelle-Aquitaine.
Ses habitants sont les Nanteuillais et les Nanteuillaises.

## Géographie

### Localisation et accès
Nanteuil-en-Vallée est une vaste commune du Nord Charente située à 10 km à l'est de Ruffec, chef-lieu de son canton et 41 km au nord d'Angoulême. Elle est limitrophe du département de la Vienne.
Nanteuil est aussi à 7 km à l'ouest de Champagne-Mouton, 16 km au nord-ouest de Saint-Claud, 16 km au sud de Civray, 18 km au nord-est de Mansle, 27 km à l'ouest de Confolens et 65 km au sud de Poitiers.
La route principale est la D 740, de Ruffec à Champagne-Mouton et Confolens, qui traverse la commune d'est en ouest et passe au bourg. Des routes départementales secondaires relient le bourg aux communes voisines.
La gare la plus proche est celle de Ruffec, desservie par des TER à destination d'Angoulême, Poitiers, et Châtellerault.

### Hameaux et lieux-dits
Hormis les communes associées (voir plus loin) et le bourg, le territoire de la seule commune de Nanteuil comprend quelques fermes isolées et petits hameaux, comme Chilloc et Chez Bouchet au nord, la Fayolle à l'est, Chez Taupignon, Chez Forté au sud, Villars à l'ouest près du bourg, etc..

### Communes limitrophes
| Taizé-Aizie, Bioussac        | Lizant, Genouillé (Vienne) | Le Bouchage                    |
| Barro, Verteuil-sur-Charente | Nanteuil-en-Vallée         | Vieux-Ruffec, Champagne-Mouton |
| Saint-Georges, Poursac       | Saint-Gourson              | Chassiecq                      |

### Géologie et relief
Géologiquement, la commune est dans le calcaire du Jurassique du Bassin aquitain, comme tout le Nord-Charente. Le Bajocien et le Bathonien (Dogger, dit aussi Jurassique moyen) apparaissent sur les flancs des grandes vallées de la commune (Lizonne au nord, Argentor au sud) et le Callovien sur une petite zone à l'extrême ouest de la commune. On trouve aussi une petite zone de Toarcien (Lias, dit aussi Jurassique inférieur) dans la partie orientale du fond de la vallée de l'Argentor. Le plateau est toutefois recouvert sur la quasi-totalité de la commune par des altérites sous forme d'argile à silex (appelée aussi argile rouge à châtaigniers), et plus rarement par de l'argile à pisolithes de fer,,.
Le relief de la commune est celui d'un plateau relativement élevé, d'une altitude moyenne de 150 m. Des vallées assez profondes traversent ce plateau d'est en ouest, comme celle de l'Argentor au centre et celle de la Lizonne au nord.
Le point culminant de la commune est à une altitude de 218 m, situé au nord-est du bourg de Nanteuil. Le point le plus bas est à 82 m, situé le long de l'Argentor en limite ouest, en aval de Pougné. Le bourg de Nanteuil, construit dans la vallée de l'Argentor, est à 105 m d'altitude. La vallée y a donc son maximum de profondeur, d'où le nom de la commune.

### Hydrographie

#### Réseau hydrographique

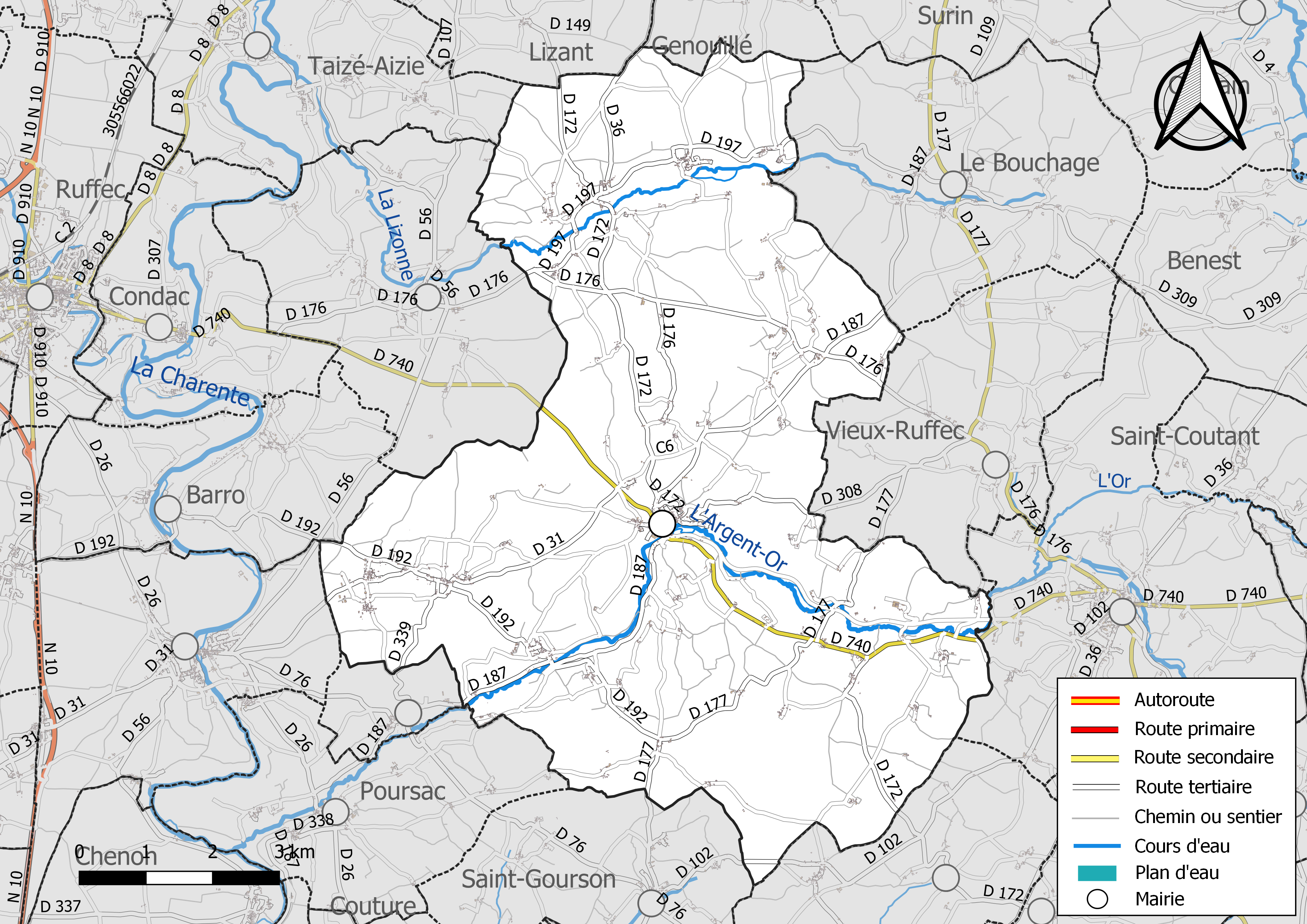
Réseaux hydrographique et routier de Nanteuil-en-Vallée.

La commune est située dans le bassin versant de la Charente au sein du Bassin Adour-Garonne. Elle est drainée par l'Argent-Or, la Lizonne, qui constituent un réseau hydrographique de 19 km de longueur totale,.
La commune est traversée d'est en ouest par deux affluents de la Charente. L'Argentor (ou Argent-Or) descend de Champagne-Mouton, passe au bourg et se jette dans la Charente sur sa rive gauche à Poursac. Plus au nord, la Lizonne, passe à Moutardon.
Le sol de la commune étant karstique, aucun autre ruisseau n'y coule, et on peut trouver de nombreux gouffres.
On trouve toutefois de nombreuses sources dans les vallées, en particulier à Nanteuil où il y a une source pétrifiante, mais aussi tout le long de l'Argentor (Font de Celette, Font des Bournats, Font de Saint-Martin, Font de Chansaut, Font de Gemarie, Font de Puyménard à Pougné, fontaine de chez Chemeraud, fontaine Saint-Jean, fontaine de l'Abbaye, source de l'arboretum, Font Trillaud à Nanteuil, Font Sereine à Saint-Gervais), et le long de la Lizonne (fontaine de Malteste, la Fontanelle, fontaine de Pain le Vin à Moutardon), etc. Aizecq a aussi sa Fontaine.

#### Gestion des eaux
Le territoire communal est couvert par le schéma d'aménagement et de gestion des eaux (SAGE) « Charente ». Ce document de planification, dont le territoire correspond au bassin de la Charente, d'une superficie de 9 300 km2, a été approuvé le 19 novembre 2019. La structure porteuse de l'élaboration et de la mise en œuvre est l'établissement public territorial de bassin Charente. Il définit sur son territoire les objectifs généraux d’utilisation, de mise en valeur et de protection quantitative et qualitative des ressources en eau superficielle et souterraine, en respect des objectifs de qualité définis dans le troisième SDAGE  du Bassin Adour-Garonne qui couvre la période 2022-2027, approuvé le 10 mars 2022.

### Climat
Comme dans une grande partie du département, le climat est océanique aquitain, légèrement dégradé au nord du département.

## Urbanisme

### Typologie
Au 1er janvier 2024, Nanteuil-en-Vallée est catégorisée commune rurale à habitat très dispersé, selon la nouvelle grille communale de densité à 7 niveaux définie par l'Insee en 2022.
Elle est située hors unité urbaine. Par ailleurs la commune fait partie de l'aire d'attraction de Ruffec, dont elle est une commune de la couronne,. Cette aire, qui regroupe 30 communes, est catégorisée dans les aires de moins de 50 000 habitants,.

### Occupation des sols
L'occupation des sols de la commune, telle qu'elle ressort de la base de données européenne d’occupation biophysique des sols Corine Land Cover (CLC), est marquée par l'importance des territoires agricoles (72,1 % en 2018), en diminution par rapport à 1990 (73 %). La répartition détaillée en 2018 est la suivante : 
terres arables (41,9 %), forêts (25,8 %), zones agricoles hétérogènes (16,5 %), prairies (13,7 %), zones urbanisées (1,7 %), milieux à végétation arbustive et/ou herbacée (0,4 %). L'évolution de l’occupation des sols de la commune et de ses infrastructures peut être observée sur les différentes représentations cartographiques du territoire : la carte de Cassini (XVIIIe siècle), la carte d'état-major (1820-1866) et les cartes ou photos aériennes de l'IGN pour la période actuelle (1950 à aujourd'hui).

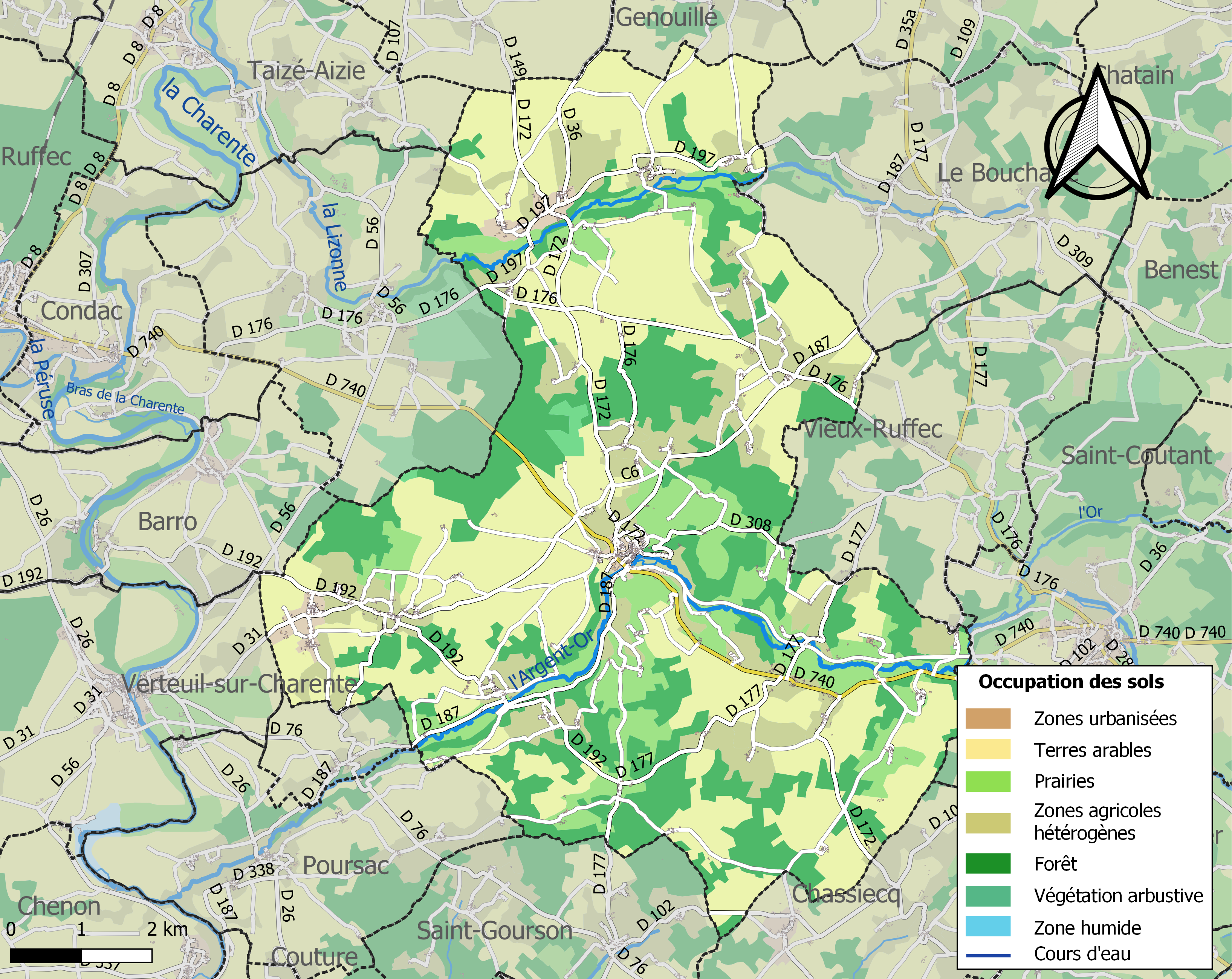
Carte des infrastructures et de l'occupation des sols de la commune en 2018 (CLC).

### Risques majeurs
Le territoire de la commune de Nanteuil-en-Vallée est vulnérable à différents aléas naturels : météorologiques (tempête, orage, neige, grand froid, canicule ou sécheresse), inondations, mouvements de terrains et séisme (sismicité modérée). Un site publié par le BRGM permet d'évaluer simplement et rapidement les risques d'un bien localisé soit par son adresse soit par le numéro de sa parcelle.
Certaines parties du territoire communal sont susceptibles d’être affectées par le risque d’inondation par débordement de cours d'eau, notamment la Lizonne et l'Argent-Or. La commune a été reconnue en état de catastrophe naturelle au titre des dommages causés par les inondations et coulées de boue survenues en 1982, 1983 et 1999,.

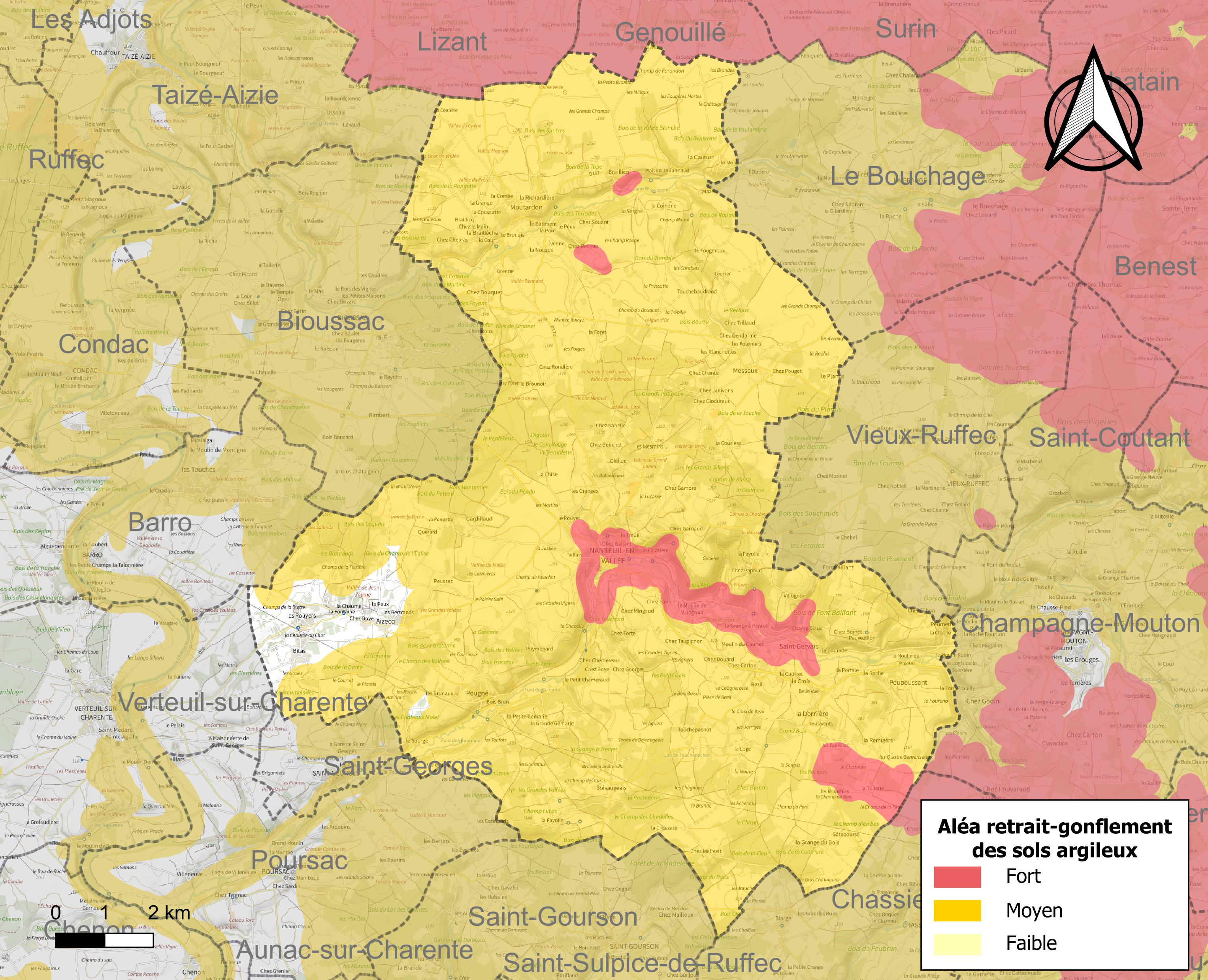
Carte des zones d'aléa retrait-gonflement des sols argileux de Nanteuil-en-Vallée.

Les mouvements de terrains susceptibles de se produire sur la commune sont des glissements de terrain.
Le retrait-gonflement des sols argileux est susceptible d'engendrer des dommages importants aux bâtiments en cas d’alternance de périodes de sécheresse et de pluie. 96,8 % de la superficie communale est en aléa moyen ou fort (67,4 % au niveau départemental et 48,5 % au niveau national). Sur les 1 037 bâtiments dénombrés sur la commune en 2019,  899 sont en aléa moyen ou fort, soit 87 %, à comparer aux 81 % au niveau départemental et 54 % au niveau national. Une cartographie de l'exposition du territoire national au retrait gonflement des sols argileux est disponible sur le site du BRGM,.
Par ailleurs, afin de mieux appréhender le risque d’affaissement de terrain, l'inventaire national des cavités souterraines permet de localiser celles situées sur la commune.
Concernant les mouvements de terrains, la commune a été reconnue en état de catastrophe naturelle au titre des dommages causés par la sécheresse en 2011 et par des mouvements de terrain en 1999.

## Toponymie
Les formes anciennes sont Nantogilus en 989-1010, Nantolio en 1110.
L'origine du nom de Nanteuil provient du mot gaulois nantos signifiant « vallée » suivi du suffixe gaulois -ialo, transformé en -euil en français, et qui signifie « clairière ». Nanteuil, ou *Nantoialos, veut donc dire « clairière de la vallée »,.
La commune de Nanteuil ne s'est appelée dans les textes officiels Nanteuil-en-Vallée qu'en 1962. Cependant elle était déjà nommée ainsi localement en 1920 ; elle tire son nom de la vallée de l'Argentor, profonde à cet endroit.

## Histoire
L'histoire de Nanteuil-en-Vallée est liée à celle de son abbaye, dont la fondation est attribuée à Charlemagne au VIIIe siècle.
Pendant le Moyen Âge, Nanteuil était sur un chemin de Saint-Jacques-de-Compostelle qui passait en Charente par Moutardon, Verteuil-sur-Charente, Tusson, Saint-Amant-de-Boixe, Angoulême, Mouthiers, Puypéroux et Aubeterre.
L'église paroissiale date du XIVe siècle et était autrefois une dépendance de l'abbaye.
Pendant la première moitié du XXe siècle, la commune était desservie par la ligne de Ruffec à Roumazières et y possédait une gare.
Au tout début du XXe siècle, une pisciculture a été installée sur l'emplacement occupé par l'abbaye, subventionnée par l'État, et qui produisait 100 000 truites par an.
L'usine à chaux hydraulique et à ciment de la Folatière appartenait à la Société anonyme des chaux et ciments de Nanteuil et trouvait sa matière première dans les carrières de la commune.

## Politique et administration

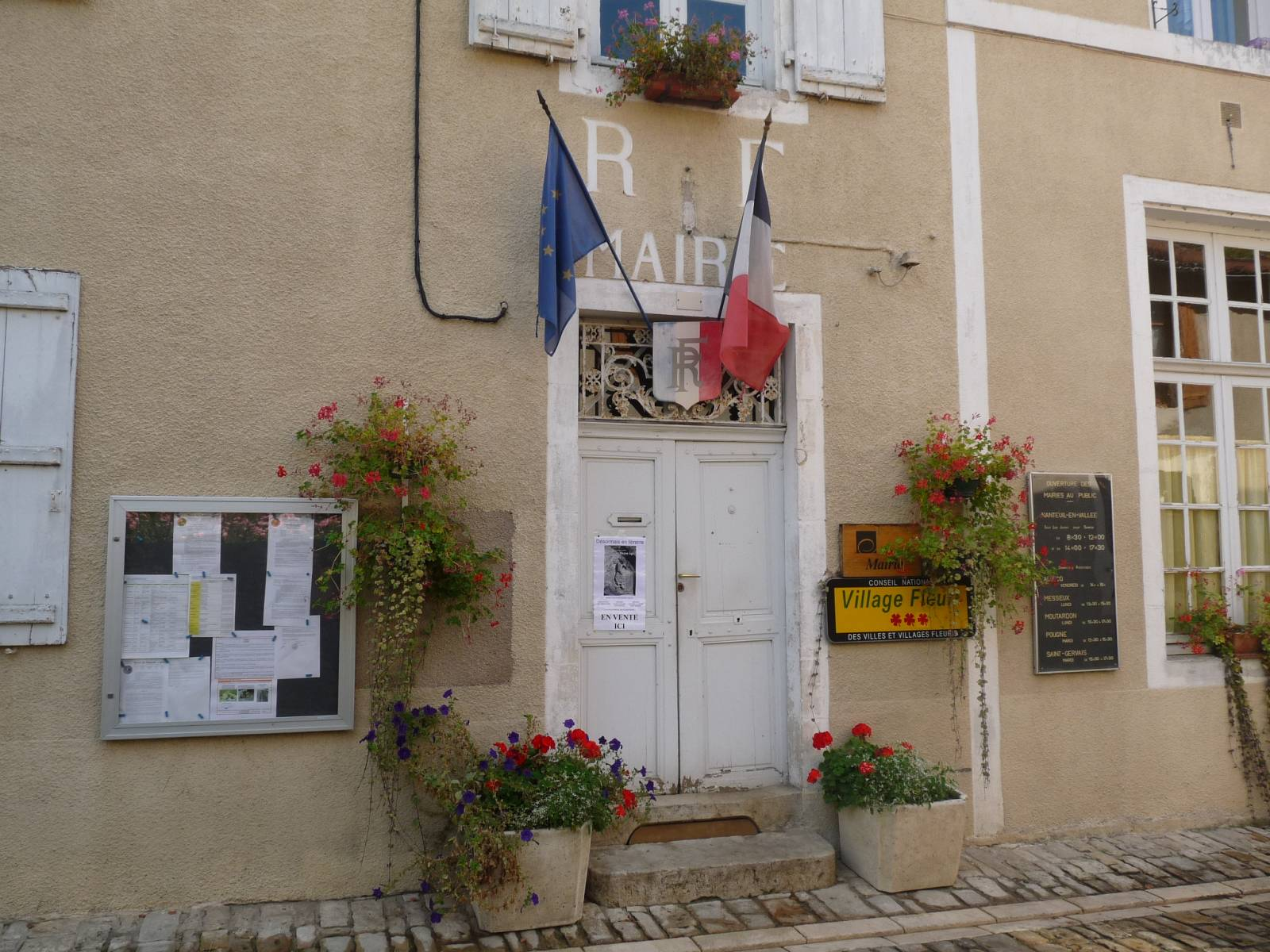
La mairie de Nanteuil-en-Vallée.

Cinq anciennes communes ont été réunies en 1972 à Nanteuil-en-Vallée : Aizecq, Messeux, Moutardon, Pougné et Saint-Gervais. Elles ont le statut de communes associées et possèdent chacune une mairie.
| Période                                  | Période  | Identité       | Étiquette | Qualité                              |
| ---------------------------------------- | -------- | -------------- | --------- | ------------------------------------ |
| 1925                                     | ?        | Louis Fradin   |           | Propriétaire-exploitant              |
| Les données manquantes sont à compléter. |          |                |           |                                      |
| 2001                                     | 2008     | Jacques Fillon |           |                                      |
| 2008                                     | 2014     | Moïse Haumont  | SE        | Artisan maçon retraité               |
| 2014                                     | 2020     | Didier Villat  | DVD       | Conseiller départemental depuis 2015 |
| 2020                                     | En cours | Lydie Rollin   | SE        | Commerçante                          |

### Politique environnementale
Dans son palmarès 2024, le Conseil national de villes et villages fleuris de France a attribué deux fleurs à la commune.

## Démographie

### Évolution démographique
L'évolution du nombre d'habitants est connue à travers les recensements de la population effectués dans la commune depuis 1793. Pour les communes de moins de 10 000 habitants, une enquête de recensement portant sur toute la population est réalisée tous les cinq ans, les populations de référence des années intermédiaires étant quant à elles estimées par interpolation ou extrapolation. Pour la commune, le premier recensement exhaustif entrant dans le cadre du nouveau dispositif a été réalisé en 2005.

En 2022, la commune comptait 1 357 habitants, en évolution de +0,82 % par rapport à 2016 (Charente : −0,48 %, France hors Mayotte : +2,11 %).
| 1793 | 1800  | 1806  | 1821  | 1831  | 1841  | 1846  | 1851  | 1856  |
| ---- | ----- | ----- | ----- | ----- | ----- | ----- | ----- | ----- |
| 761  | 1 170 | 1 105 | 1 307 | 1 314 | 1 379 | 1 463 | 1 444 | 1 328 |

| 1861  | 1866  | 1872  | 1876  | 1881  | 1886  | 1891  | 1896  | 1901  |
| ----- | ----- | ----- | ----- | ----- | ----- | ----- | ----- | ----- |
| 1 264 | 1 275 | 1 164 | 1 162 | 1 180 | 1 162 | 1 112 | 1 122 | 1 152 |

| 1906  | 1911 | 1921 | 1926 | 1931 | 1936 | 1946 | 1954 | 1962 |
| ----- | ---- | ---- | ---- | ---- | ---- | ---- | ---- | ---- |
| 1 038 | 892  | 866  | 860  | 814  | 838  | 789  | 726  | 637  |

| 1968 | 1975  | 1982  | 1990  | 1999  | 2005  | 2006  | 2010  | 2015  |
| ---- | ----- | ----- | ----- | ----- | ----- | ----- | ----- | ----- |
| 557  | 1 545 | 1 449 | 1 496 | 1 395 | 1 437 | 1 445 | 1 471 | 1 341 |

| 2020  | 2022  | - | - | - | - | - | - | - |
| ----- | ----- | - | - | - | - | - | - | - |
| 1 381 | 1 357 | - | - | - | - | - | - | - |

### Pyramide des âges
La population de la commune est relativement âgée.
En 2018, le taux de personnes d'un âge inférieur à 30 ans s'élève à 24 %, soit en dessous de la moyenne départementale (30,2 %). À l'inverse, le taux de personnes d'âge supérieur à 60 ans est de 41,1 % la même année, alors qu'il est de 32,3 % au niveau départemental.
En 2018, la commune comptait 676 hommes pour 708 femmes, soit un taux de 51,16 % de femmes, légèrement inférieur au taux départemental (51,59 %).
Les pyramides des âges de la commune et du département s'établissent comme suit.
| Hommes | Classe d’âge | Femmes |
| ------ | ------------ | ------ |
| 0,6    | 90 ou +      | 3,3    |
| 11,0   | 75-89 ans    | 12,9   |
| 28,1   | 60-74 ans    | 26,2   |
| 21,6   | 45-59 ans    | 20,0   |
| 14,4   | 30-44 ans    | 13,9   |
| 11,0   | 15-29 ans    | 9,3    |
| 13,3   | 0-14 ans     | 14,4   |

| Hommes | Classe d’âge | Femmes |
| ------ | ------------ | ------ |
| 1      | 90 ou +      | 2,7    |
| 9,2    | 75-89 ans    | 12     |
| 20,6   | 60-74 ans    | 21,3   |
| 20,7   | 45-59 ans    | 20,3   |
| 16,8   | 30-44 ans    | 16     |
| 15,6   | 15-29 ans    | 13,4   |
| 16,1   | 0-14 ans     | 14,3   |

### Remarques
Nanteuil-en-Vallée a absorbé Aizecq, Messeux, Moutardon, Pougné et Saint-Gervais en 1972.
Au recensement de 2007, Aizecq comptait 251 habitants, Messeux 140 habitants, Moutardon 266 habitants, Pougné 102 habitants, et Saint-Gervais 217 habitants.

## Économie

### Agriculture

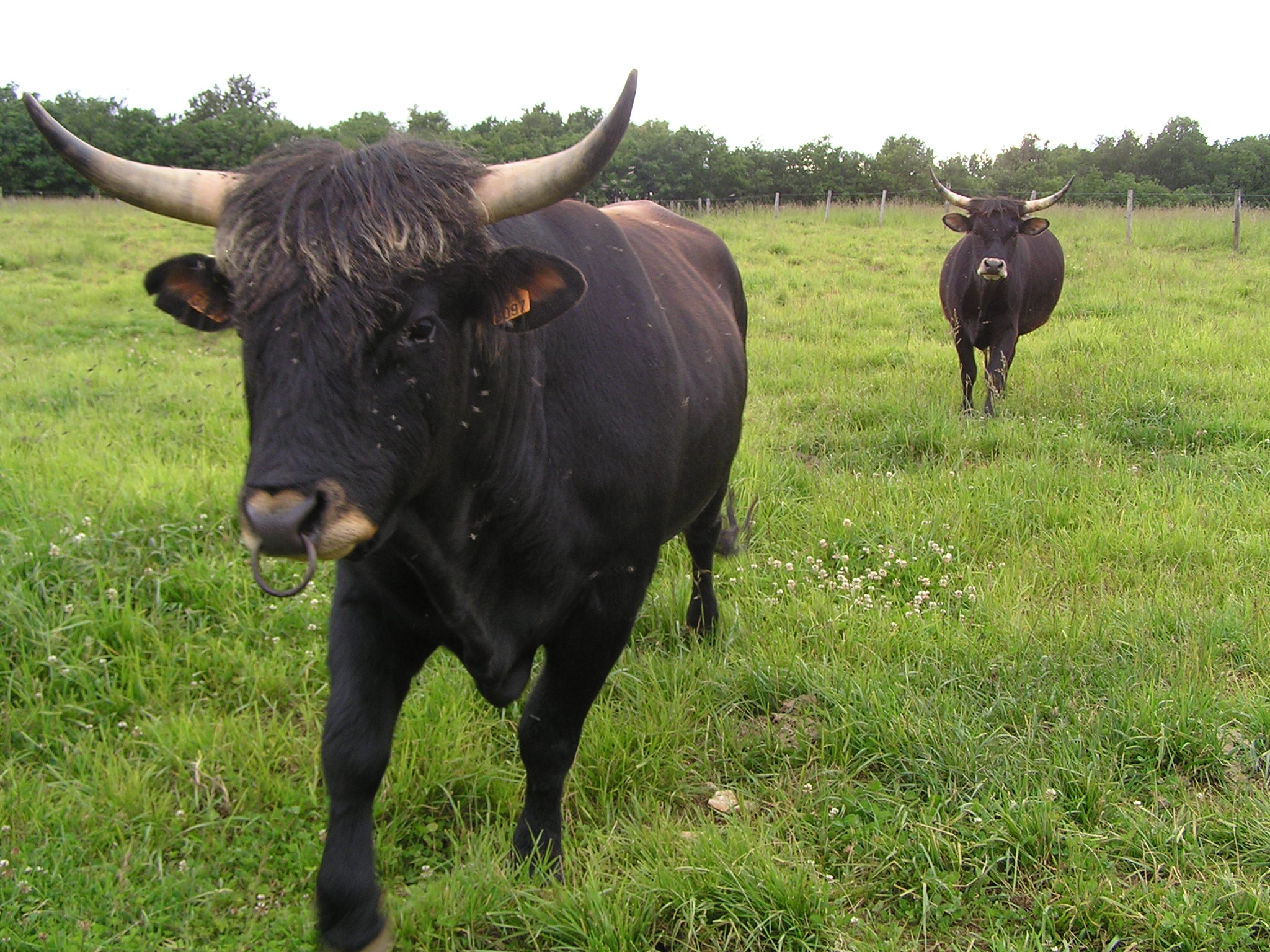
Des aurochs à la ferme de l'Aurochs vert.

La ferme de l'Aurochs vert à Pougné est un élevage d'aurochs en Charente, assez rare en France, par un passionné de la préhistoire.

## Équipements, services et vie locale

### Enseignement
Nanteuil possède une école primaire publique comprenant trois classes, dont une de maternelle. Le secteur du collège est Ruffec.

## Lieux et monuments

### Patrimoine religieux

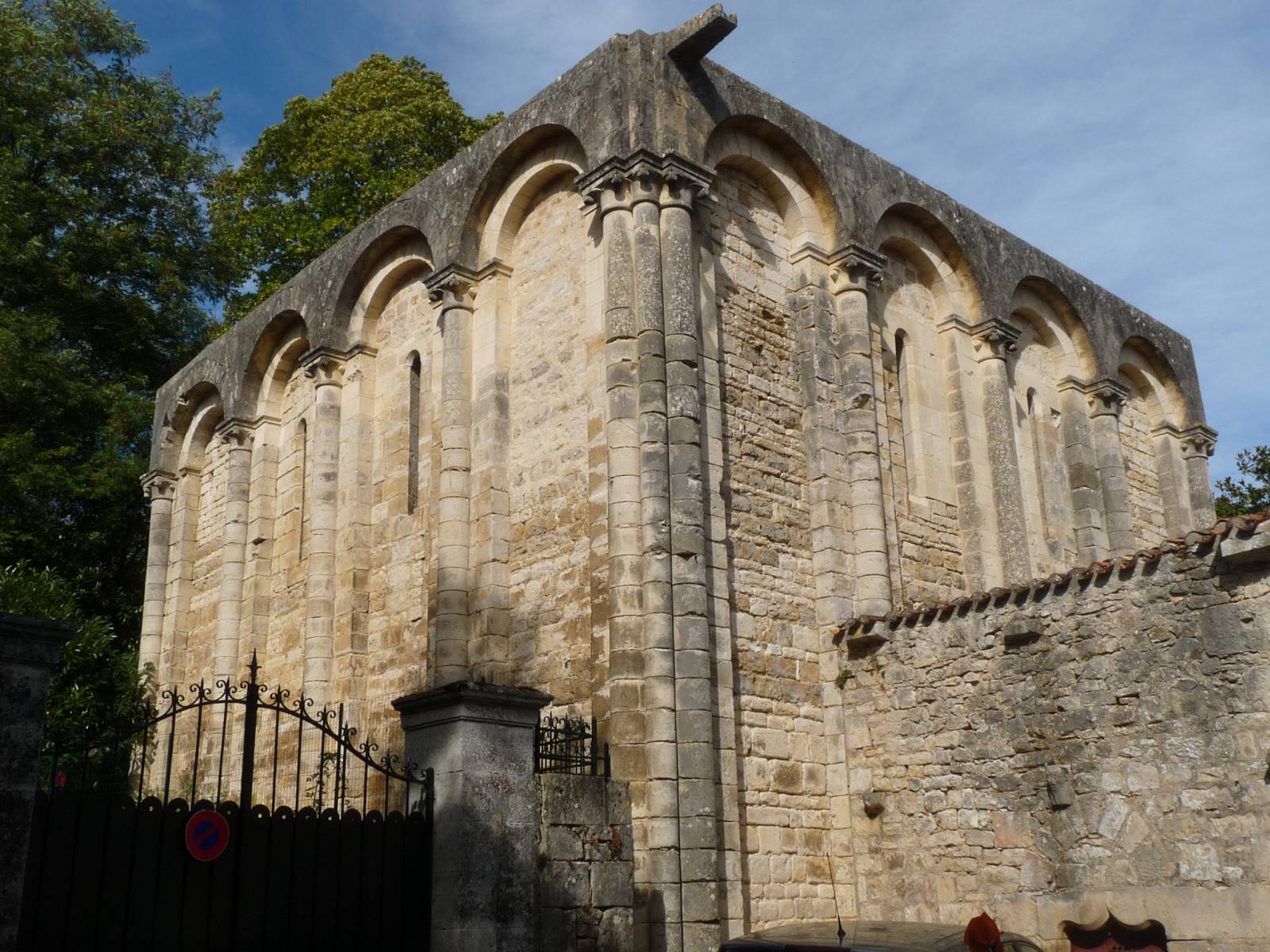
La Salle du trésor de l'abbaye.

De l'abbaye Notre-Dame de Nanteuil fondée vers 780, il reste d'une part un bâtiment carré du XIIe siècle nommé Salle du trésor qui a été classé monument historique en 1943. D'autre part l'ancienne hôtellerie nommée Grands Greniers dans le domaine de l'abbaye, datant du XIIIe ou XIVe siècle, dont les murs à l'étage gardent des traces d'une peinture murale ancienne ; ses façades et toitures ont été classés monument historique en 1962.
La chapelle de Boisaugeais du XVe siècle est ornée de peintures. La chapelle et son décor peint ont été classés monument historique le 12 juin 1992.

Chapelle de Boisaugeais
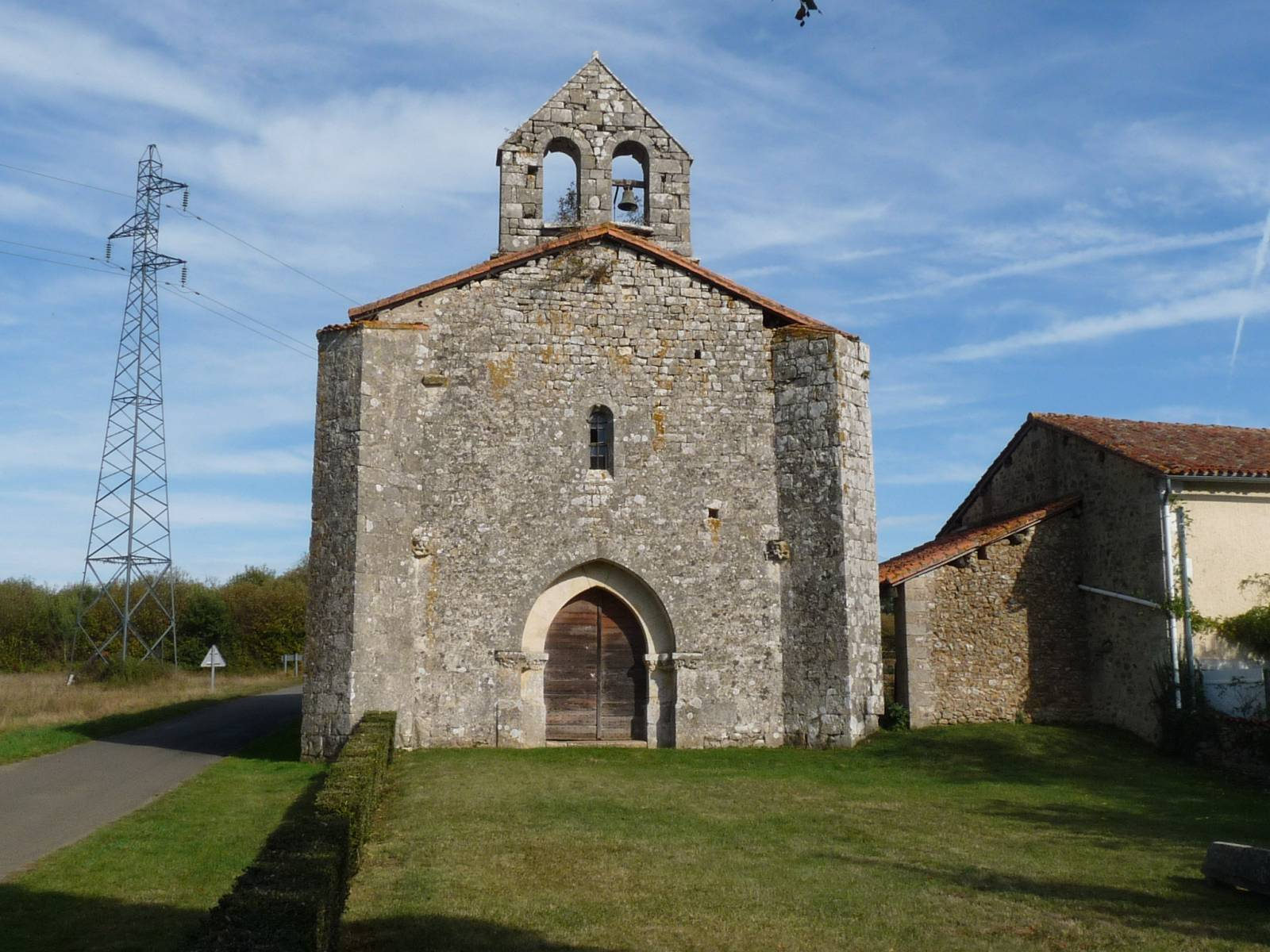
Vue extérieure.
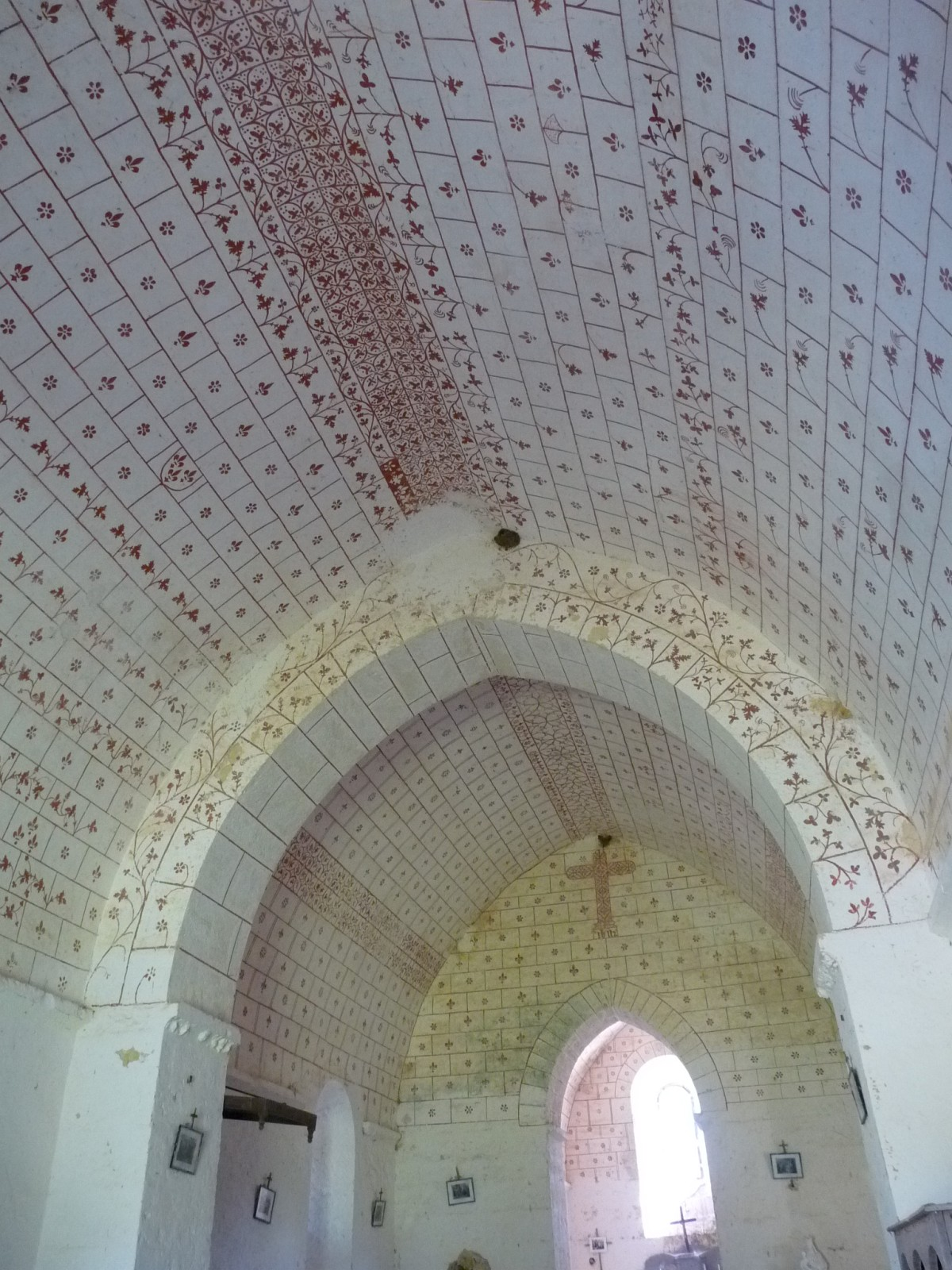
L'intérieur et le plafond peint.

L'église paroissiale Saint-Jean-Baptiste a elle aussi été inscrite monument historique, le 13 novembre 1989, sacristie exclue. Elle comporte neuf stalles en bois sculpté datant du XVe siècle, classées à titre objet depuis 1933 ainsi qu'un chapiteau transformé en bénitier au XIIe ou XIIIe siècle inscrit depuis 1922.

Église Saint-Jean-Baptiste
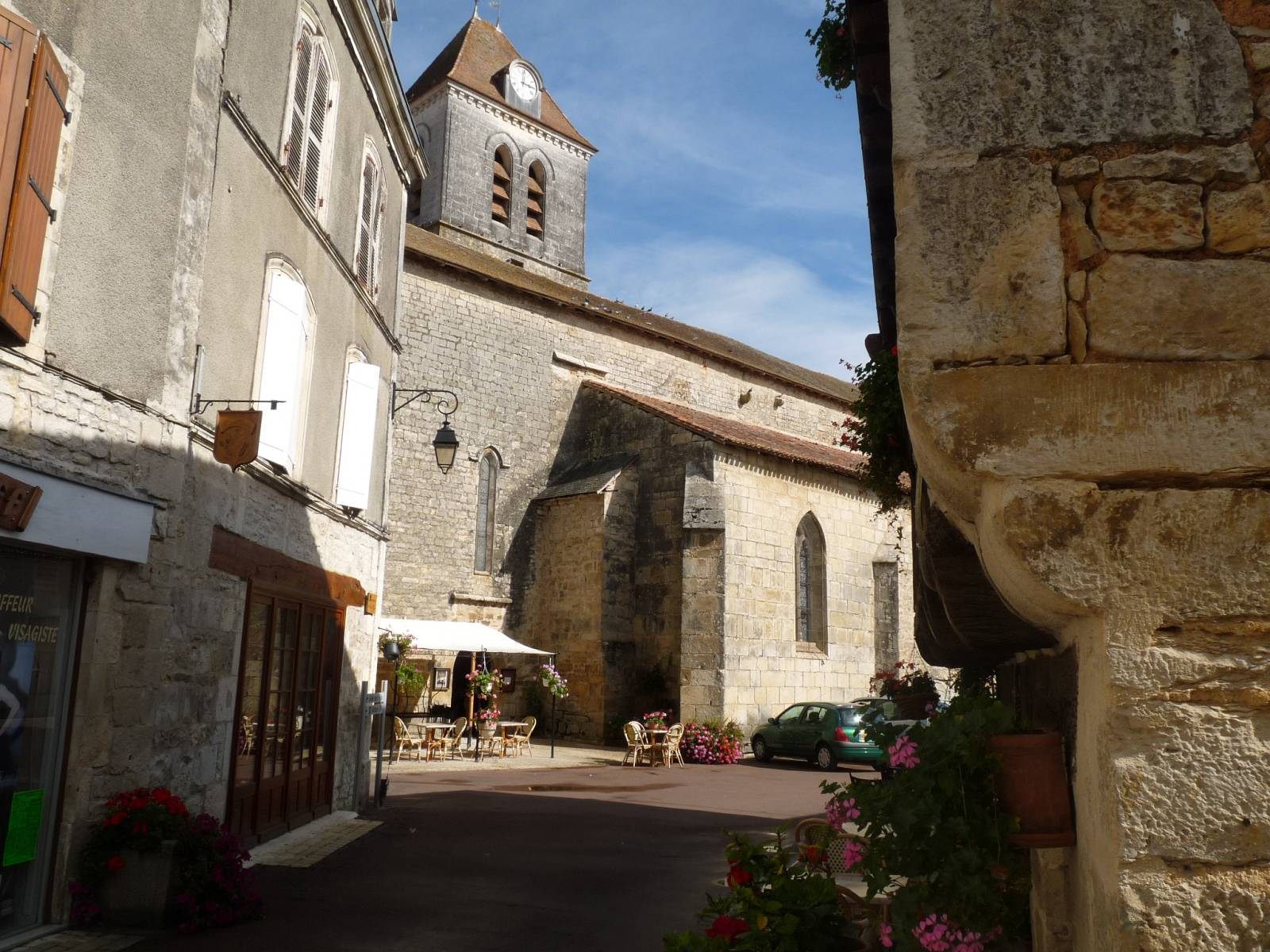
Vue de la rue de l'abbaye.
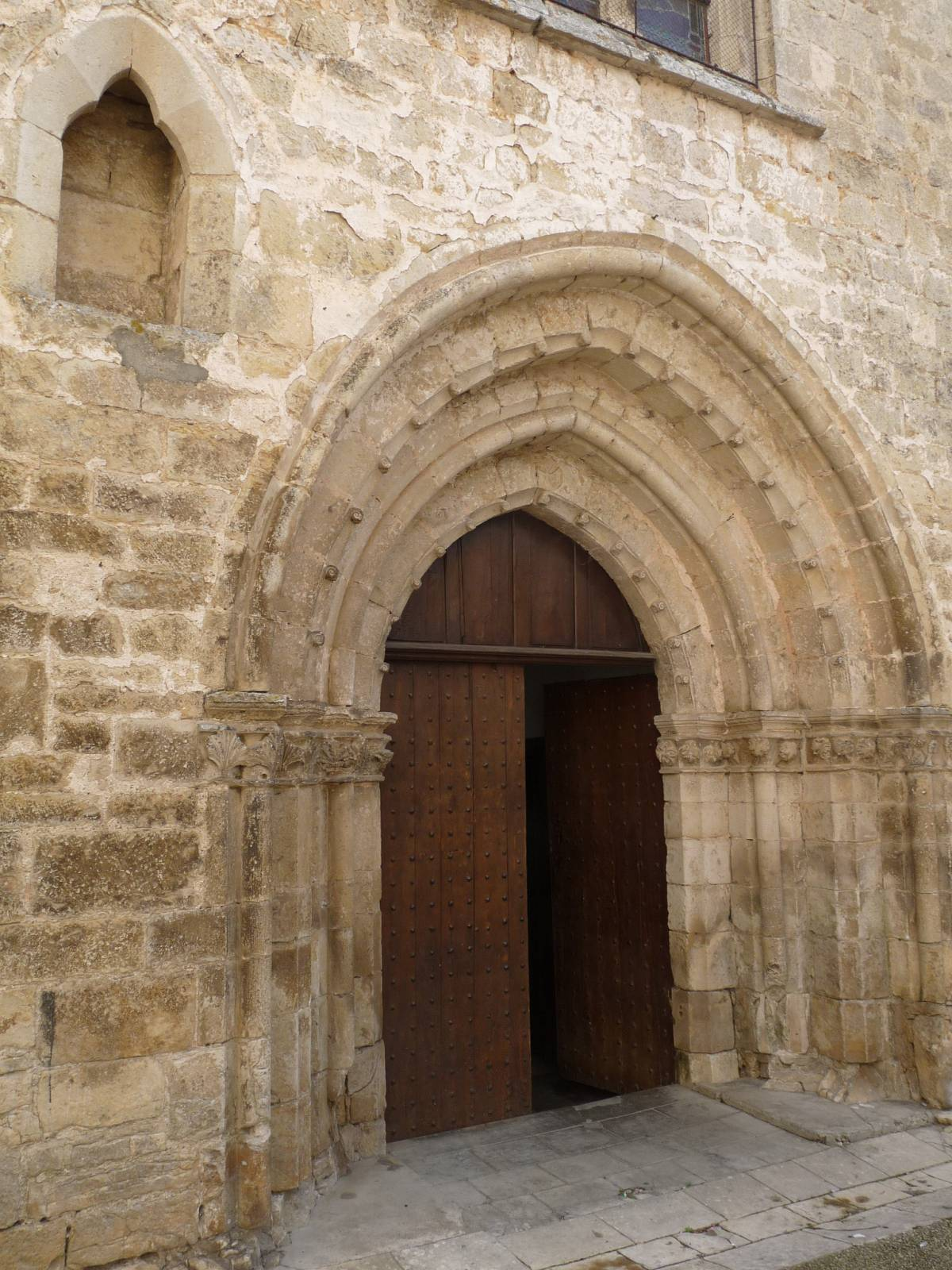
Le portail.
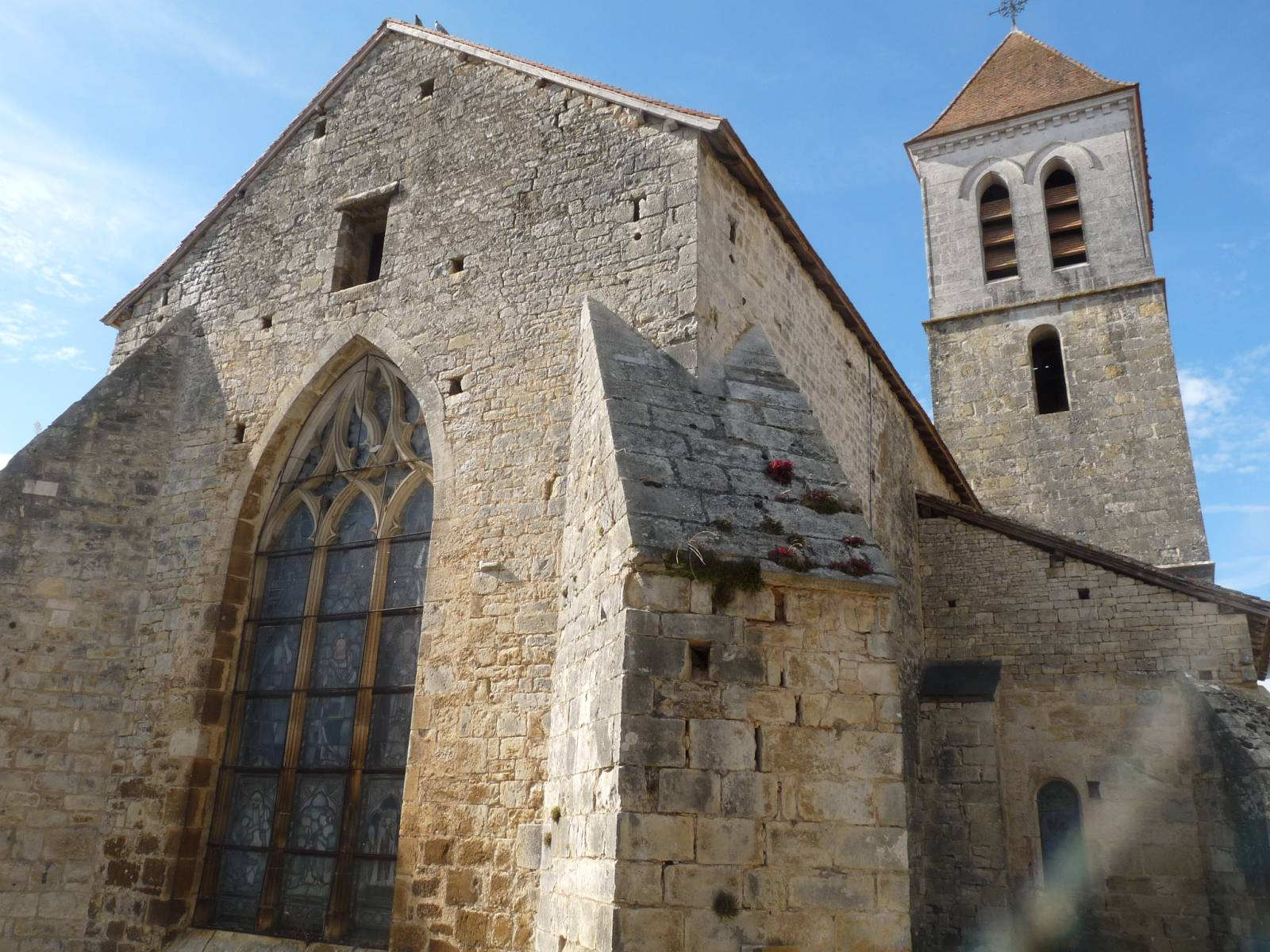
Le chevet et le clocher.
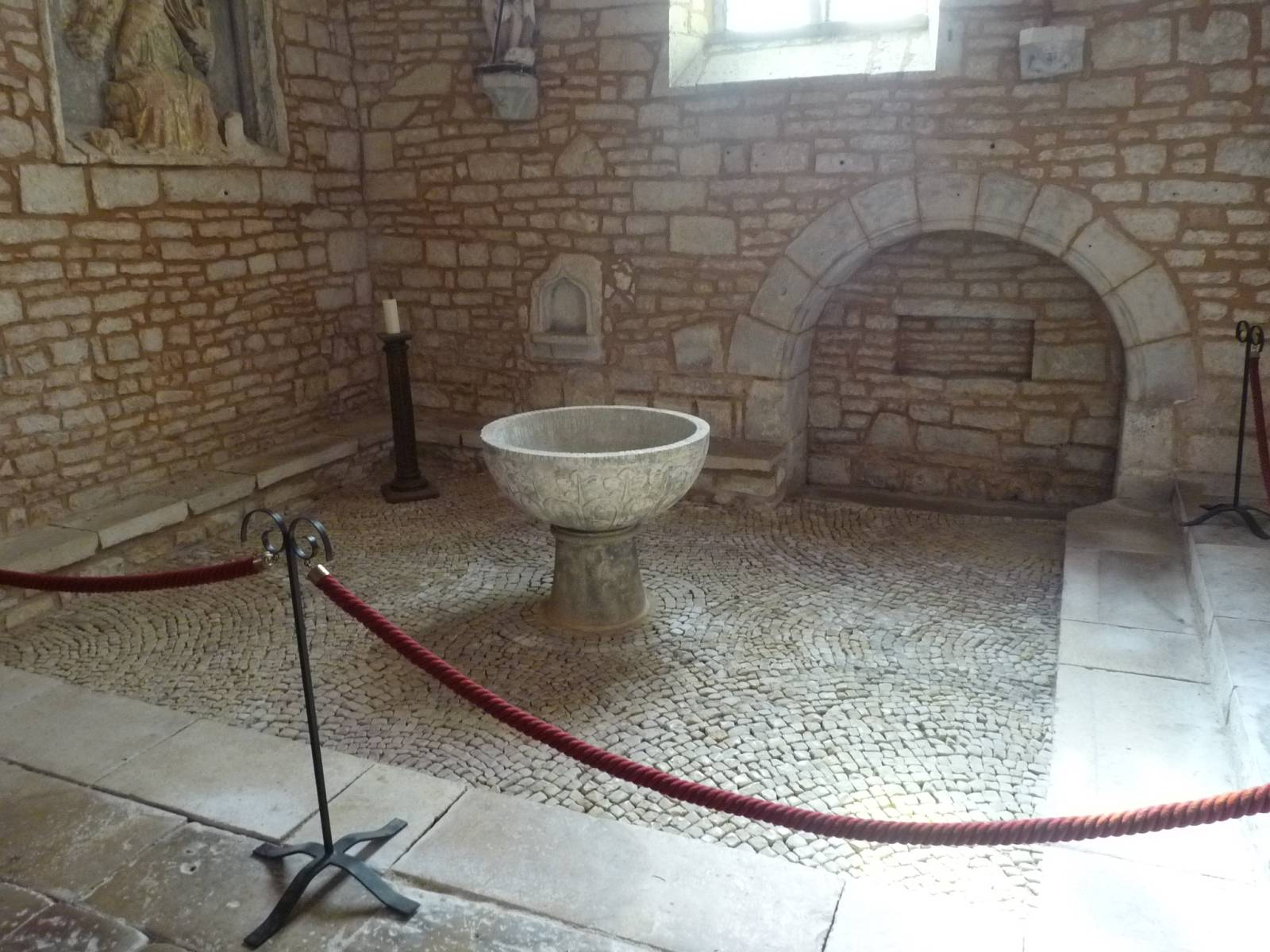
Fonts baptismaux.

### Patrimoine civil
Le manoir d'Aizecq est constitué d'un logis noble à deux niveaux, d'un étage de comble et d'une aile de communs. Ce logis a gardé une lucarne à tympan en demi-cercle, des fenêtres à meneaux et une porte d'entrée ornée d'un gâble en accolade qui sont caractéristiques du XVIe siècle. Les bâtiments ont été remaniés au XIXe siècle avec deux arcades rajoutées à la façade principale qui englobe une tour d'entrée carrée flanquée d'une tourelle en suspens. L'autre façade a gardé une échauguette à toit conique à son extrémité sud.
Le colombier à pied, du XVIIe siècle dont l'intérieur est conservé avec ses boulins a été inscrit monument historique le 30 décembre 2002.

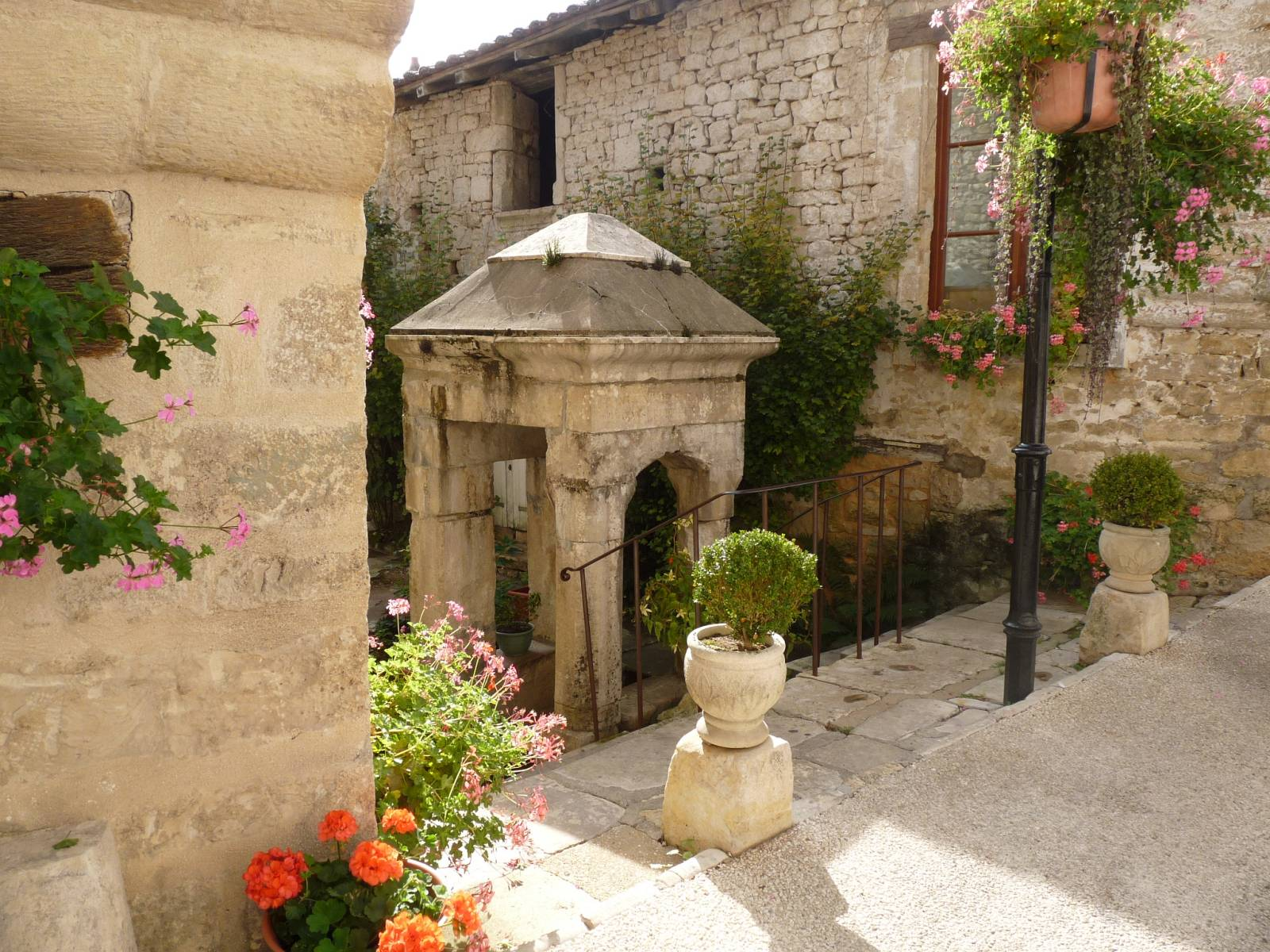
Fontaine Saint-Jean.

Au bourg, on trouve la fontaine Saint-Jean.
Près du lavoir du bourg, on trouve le petit musée de la "bugée", c'est-à-dire la lessive effectuée par les buandières autrefois.
Le bourg comporte plusieurs maisons à colombage.

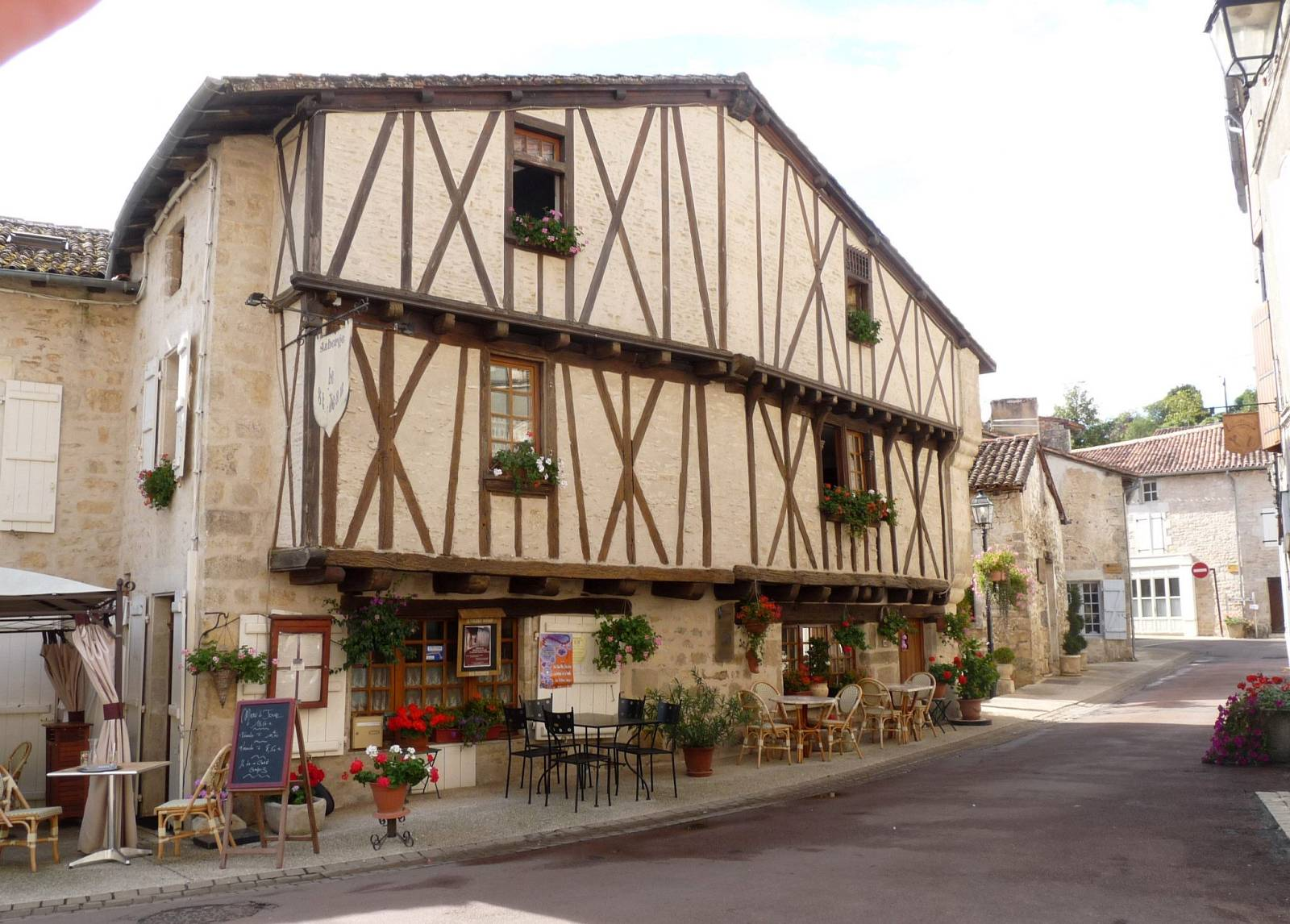
Auberge Saint-Jean.
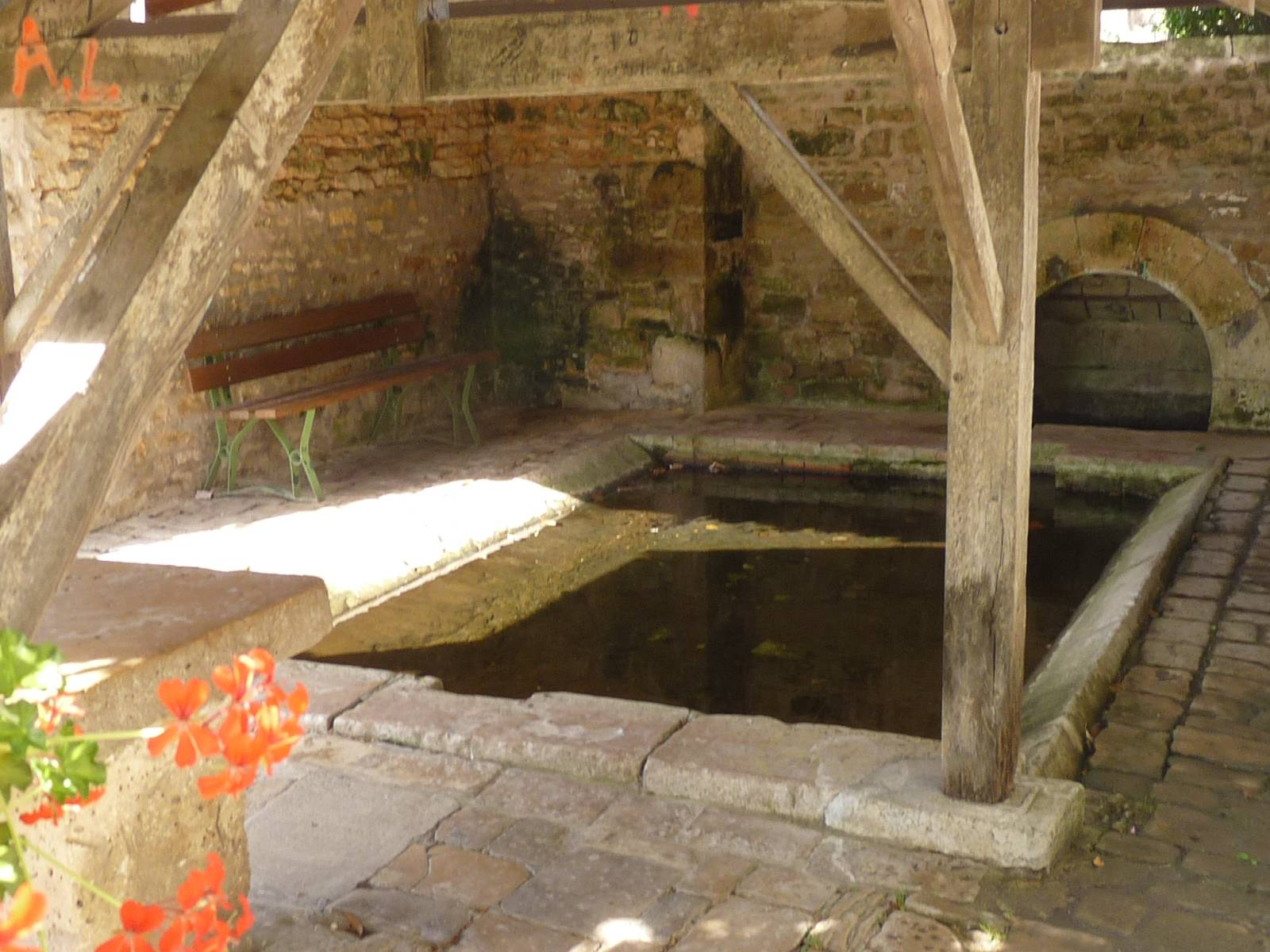
Le lavoir.
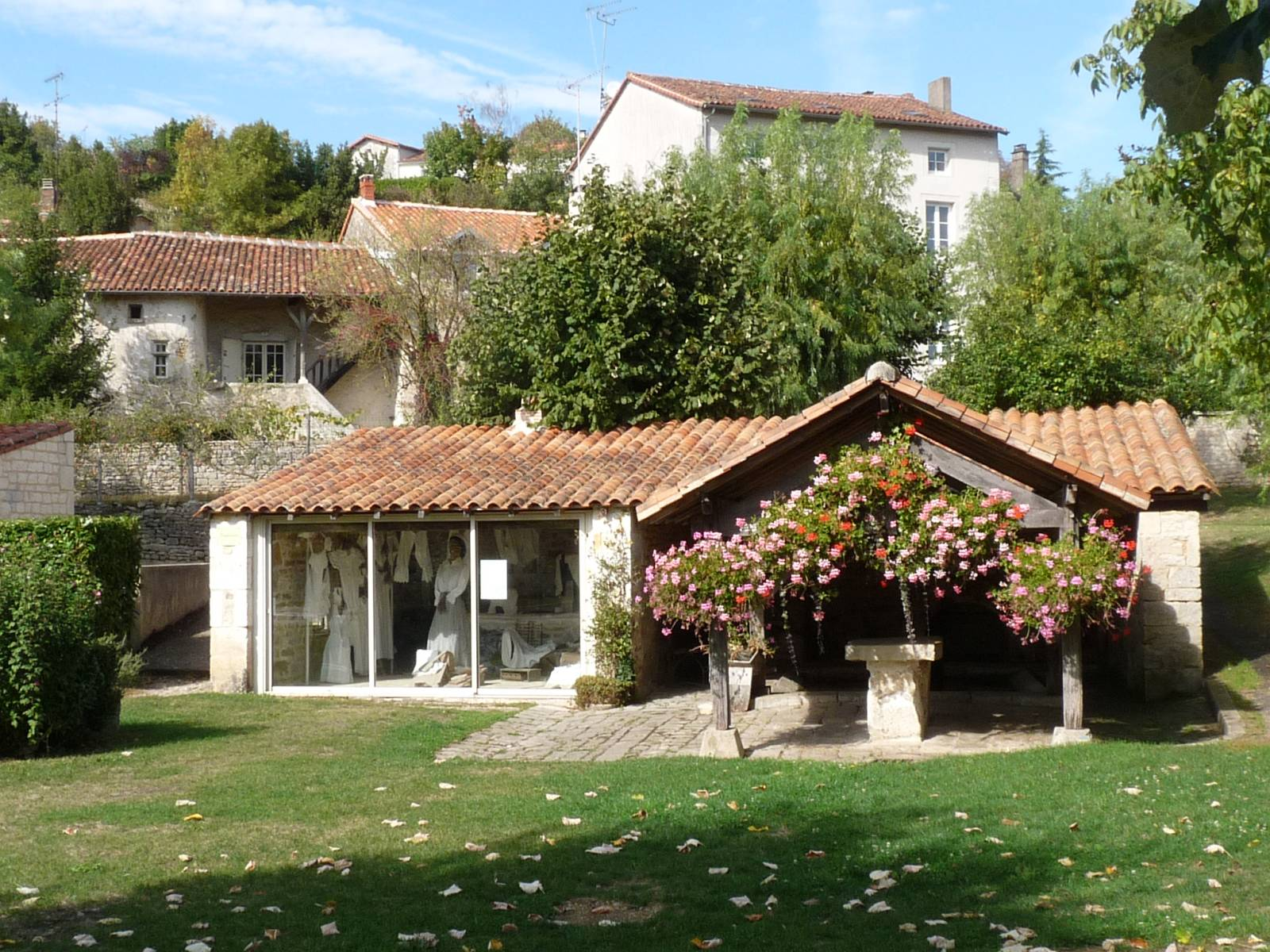
Musée de la bugée.
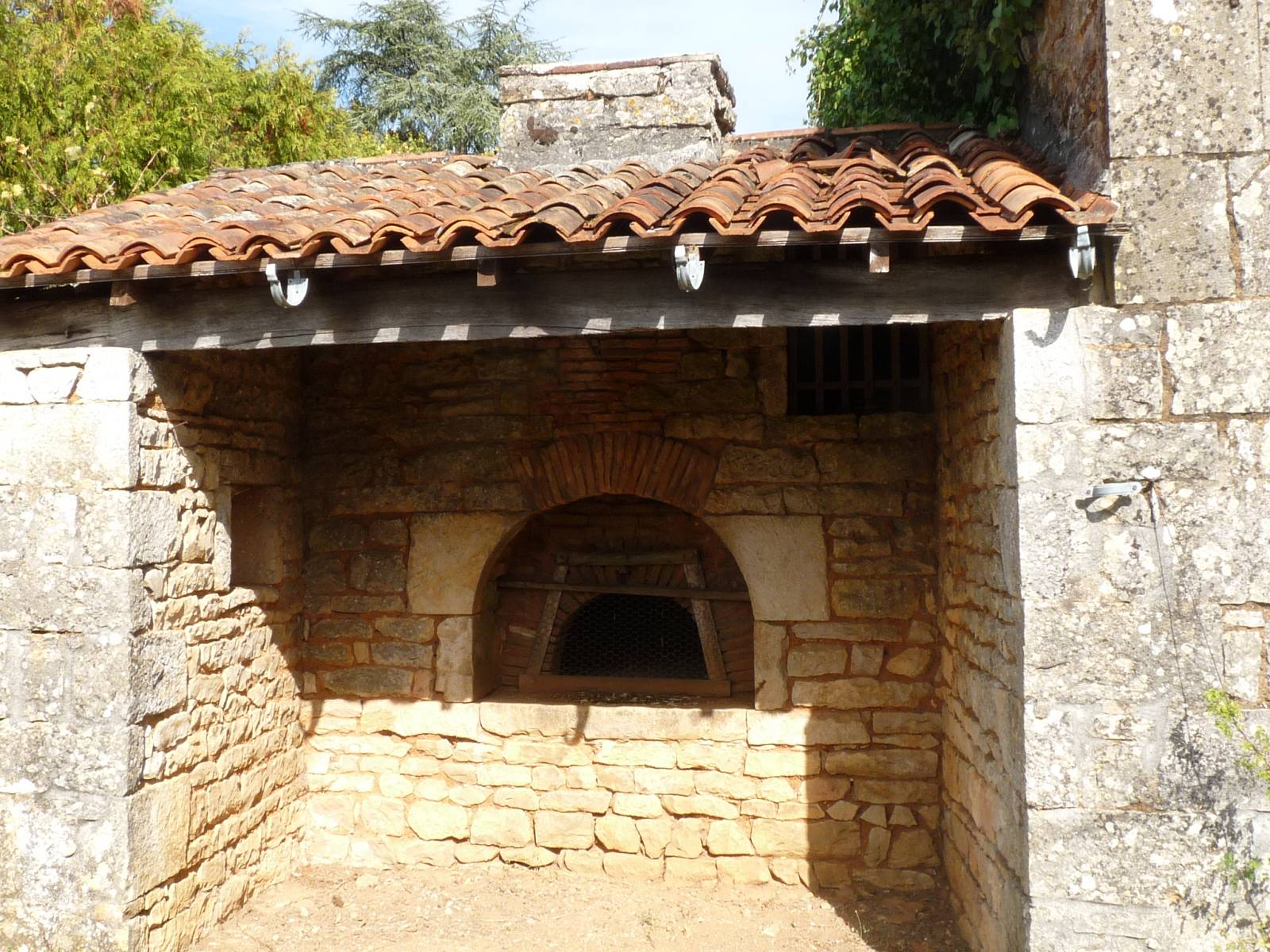
Ancien four à pain (haut du bourg).
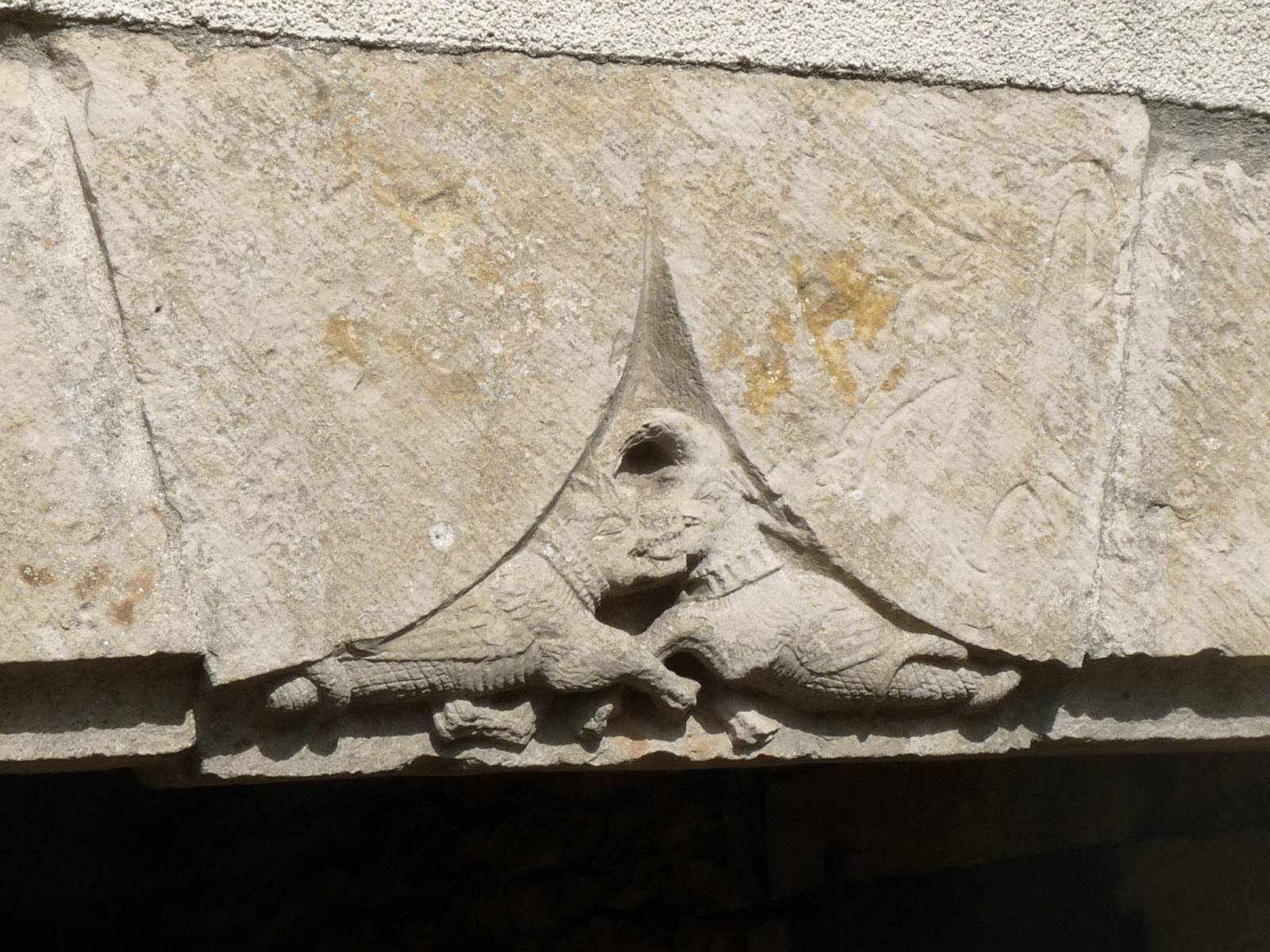
Sculpture sur un linteau d'un passage (haut du bourg).

### Patrimoine environnemental
- Les Jardins de l'Argentor : l'arboretum créé en 1932 par l'architecte paysagiste Eugène Bureau est composé d'une soixantaine d'essences. Il surplombe un jardin aquatique situé au bord d'un canal.
- Une fontaine pétrifiante est située dans le domaine de l'abbaye Notre-Dame.

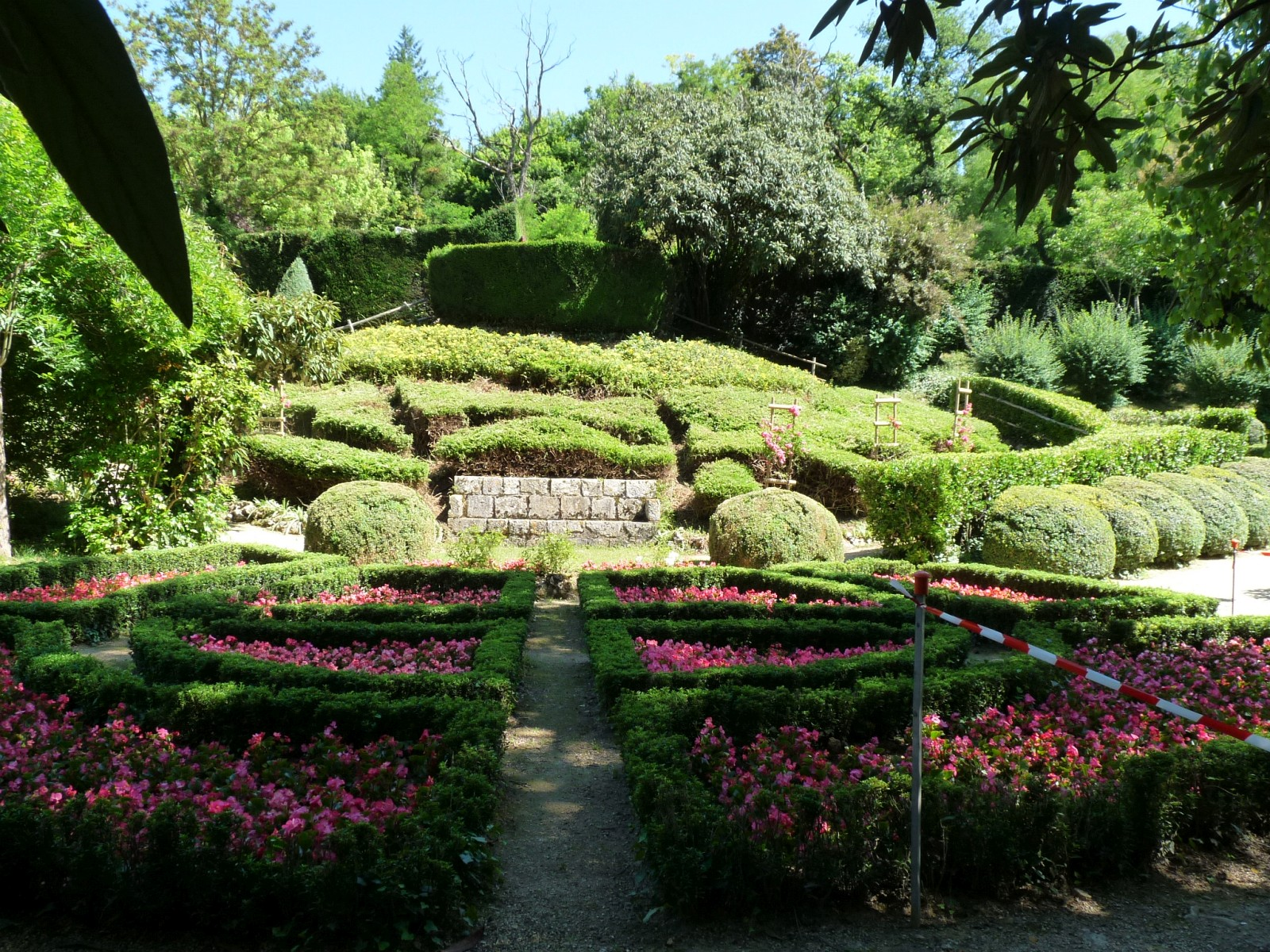
Jardins
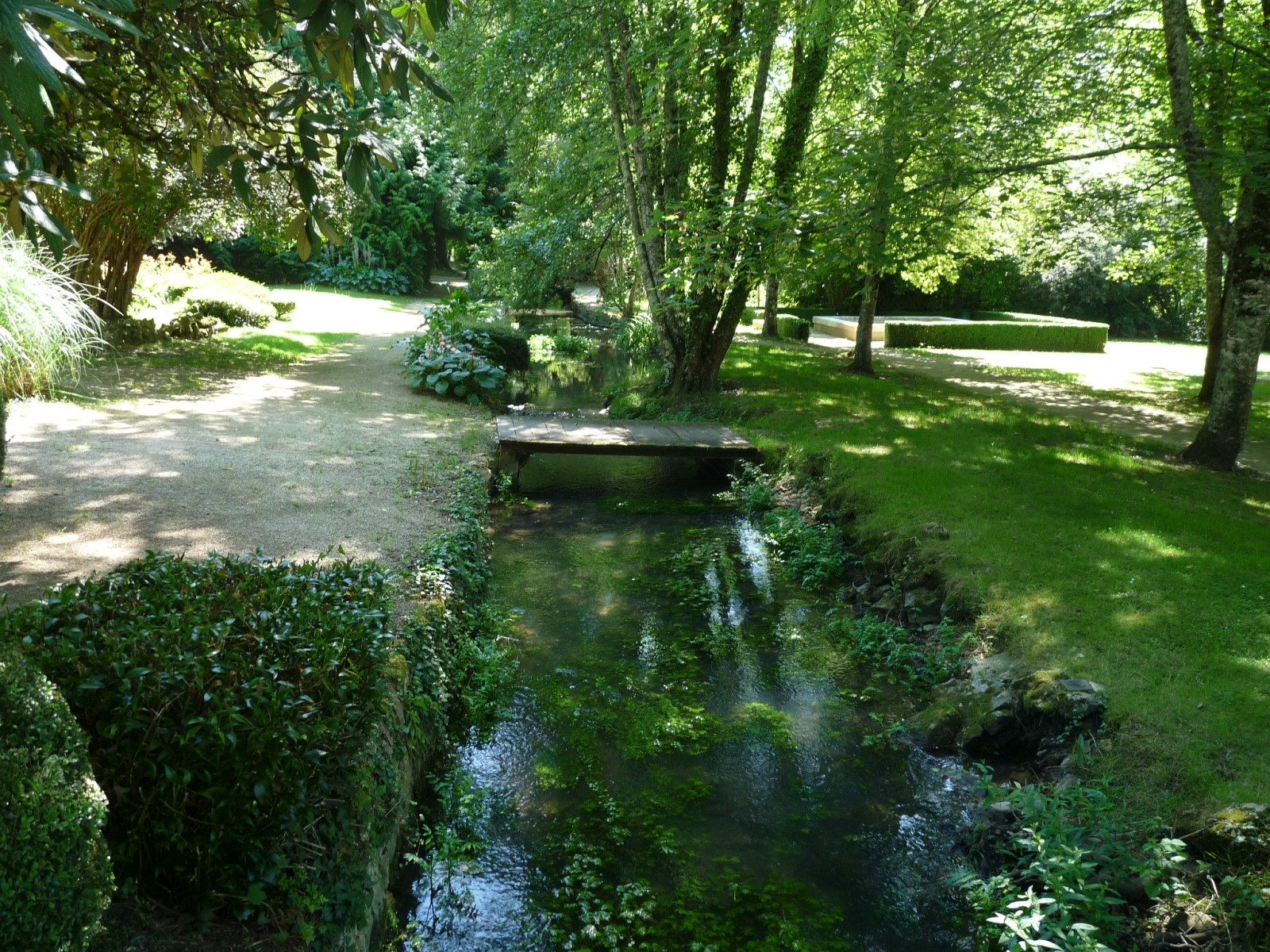
Jardins de l'Argentor.

## Personnalités liées à la commune
- Le professeur Jean Bernard, membre de l'Académie française, membre et ancien président de l'Académie des sciences, membre de l'Académie de médecine, né le 26 mai 1907 à Paris est inhumé depuis le 21 avril 2006 à Aizecq, village de Nanteuil-en-Vallée, dans lequel il avait l'habitude de passer ses vacances depuis 60 ans.
- Le maçon François Dumas, le principal ancêtre des Dumas de Nouvelle-France (aujourd'hui le Québec) et probablement d’Amérique. Né vers 1642, il était originaire de Nanteuil-en-Vallée[45].
- Les personnages fictifs de Pinot et de Josyane, dans le film Pinot simple flic, sont censés être originaires de la commune.
- L'artiste-sculpteur Dominique Piéchaud, restaurateur de l'abbaye Notre-Dame de Nanteuil, dans les années 1980.